# Фоули, Джеймс
Дже́ймс Фо́ули (англ. James Foley; 28 декабря 1953, Бруклин, Нью-Йорк — 6 мая 2025, Лос-Анджелес, Калифорния) — американский кинорежиссёр и сценарист.

## Биография
Родился 28 декабря 1953 года в Бруклине (Нью-Йорк), в семье адвоката. В 1978 году окончил Университет штата Нью-Йорк в Буффало. Продолжил обучение в Университет Южной Калифорнии, где получил степень магистра искусств.
В качестве режиссёра дебютировал в 1984 году с фильмом «Бесстрашный» (англ. Reckless) c Эйданом Куинном и Дэрил Ханной. Фильм «В упор» (англ. At Close Range) 1986 года вошёл в программу Берлинского кинофестиваля. В 1992 году Фоули снял фильм «Американцы», в 1999 году — фильм «Коррупционер» с Чоу Юньфатом и Марком Уолбергом. В 2007 стал режиссёром триллера «Идеальный незнакомец» с Хэлли Берри и Брюсом Уиллисом.
Брат, Джерри Фоули, тоже кинорежиссёр.

### Смерть
Умер 6 мая 2025 года от рака мозга у себя дома в Лос-Анджелесе в возрасте 71 года.

## Фильмы
| Год       |    | Русское название                       | Оригинальное название | Роль                          |
| --------- | -- | -------------------------------------- | --------------------- | ----------------------------- |
| 1984      | ф  | Бесстрашный                            | Reckless              | режиссёр                      |
| 1986      | ф  | В упор                                 | At Close Range        | режиссёр, Assistant D.A       |
| 1987      | ф  | Кто эта девчонка?                      | Who's That Girl       | режиссёр                      |
| 1990      | ф  | После наступления темноты, моя дорогая | After Dark, My Sweet  | режиссёр, сценарист           |
| 1991      | с  | Твин Пикс                              | Twin Peaks            | режиссёр (сезон 2, эпизод 17) |
| 1992      | ф  | Американцы                             | Glengarry Glen Ross   | режиссёр                      |
| 1995      | ф  | Четвертак                              | Two Bits              | режиссёр                      |
| 1996      | ф  | Страх                                  | Fear                  | режиссёр                      |
| 1996      | ф  | Камера                                 | The Chamber           | режиссёр                      |
| 1997      | с  | Gun                                    | Gun                   | режиссёр                      |
| 1999      | ф  | Коррупционер                           | The Corruptor         | режиссёр                      |
| 2003      | ф  | Афера                                  | Confidence            | режиссёр                      |
| 2004      | тф | Hollywood Division                     | Hollywood Division    | режиссёр                      |
| 2007      | ф  | Идеальный незнакомец                   | Perfect Stranger      | режиссёр                      |
| 2013      | с  | Ганнибал                               | Hannibal              | режиссёр                      |
| 2013—2015 | с  | Карточный домик                        | House of Cards        | режиссёр                      |
| 2015      | с  | Сосны                                  | Wayward Pines         | режиссёр                      |
| 2016      | с  | Миллиарды                              | Billions              | режиссёр                      |
| 2017      | ф  | На пятьдесят оттенков темнее           | Fifty Shades Darker   | режиссёр                      |
| 2018      | ф  | Пятьдесят оттенков свободы             | Fifty Shades Freed    | режиссёр                      |

## Видеоклипы
Также, под псевдонимом Питер Перкер (англ. Peter Percher), в 1986 году Фоли снимал клипы для следующих песен Мадонны:
- Live to Tell
- Papa Don't Preach
- True Blue